# 遵义型铜鼓
遵义型铜鼓，是一类铜鼓，以贵州省遵义市紅花崗區深溪鎮坪橋村杨粲墓出土的铜鼓为代表。

## 特点
1957年，贵州省博物馆在遵义市皇坟嘴杨粲墓发掘过程中，于男女二室棺床下腰坑中各出土一面铜鼓。之后定义为遵义型铜鼓的标准器物。遵义型铜鼓是贵州铜鼓在唐朝、宋朝期间形成的石寨山型和麻江型之间的过渡型，早期遵义型铜鼓具有石寨山型的一些特征，晚期又有麻江型的最初特点（栉纹、乳钉纹、脖旗纹）。而其分布地区与冷水冲型吻合而略小。其鼓面沿略伸于鼓颈之外，面、胸、足长度几乎相同。胸、腰、足各部的高度也保持一致，胸腰间曲线收缩但无明显分界。胸腰际附大跨度扁耳两对，鼓面边沿无蛙像，但有蛙趾饰。纹饰用同心圆纹、连续角形图案、羽状纹、雷纹构成。

## 图像

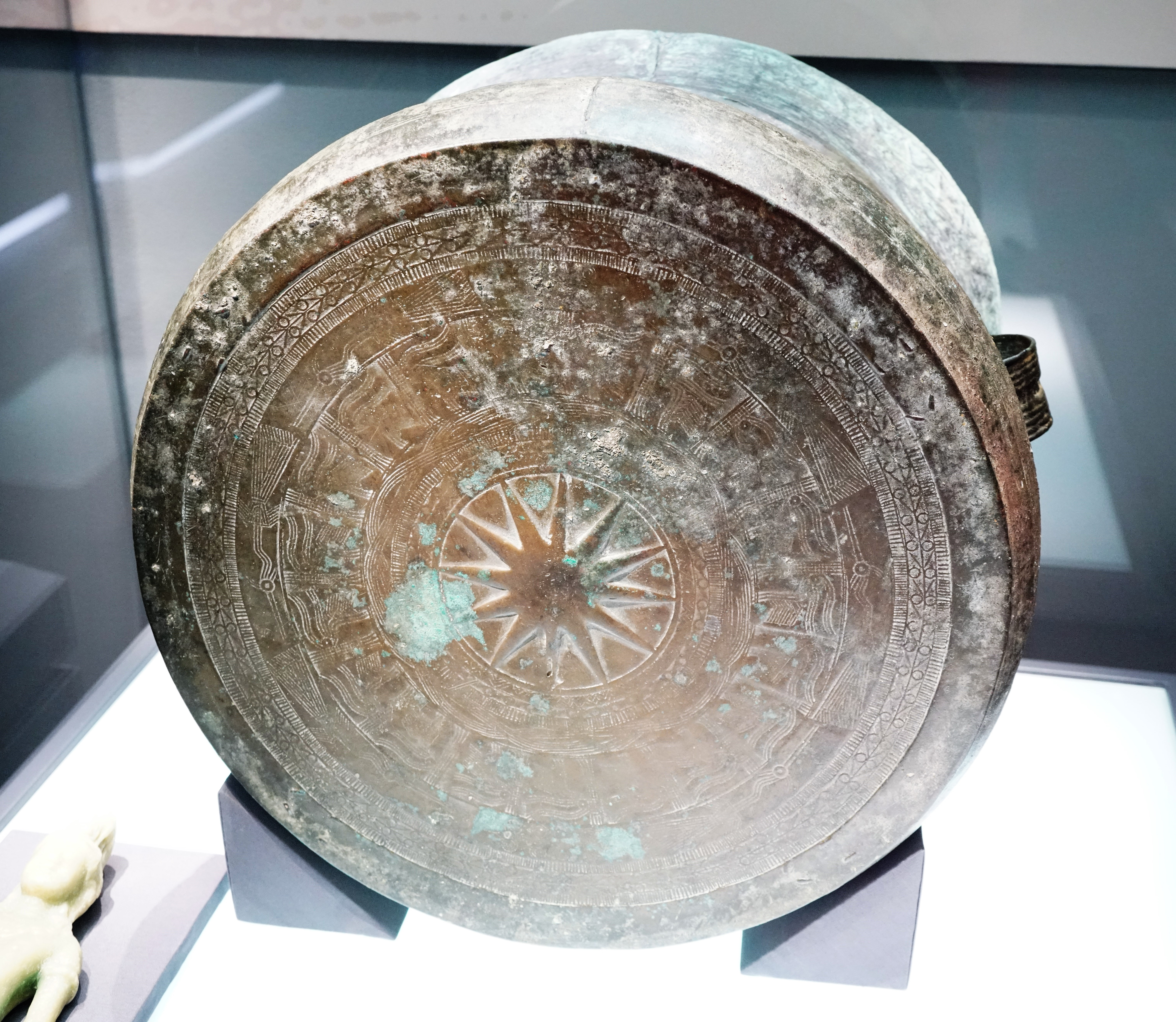
云南省博物馆馆藏的一个遵义型铜鼓
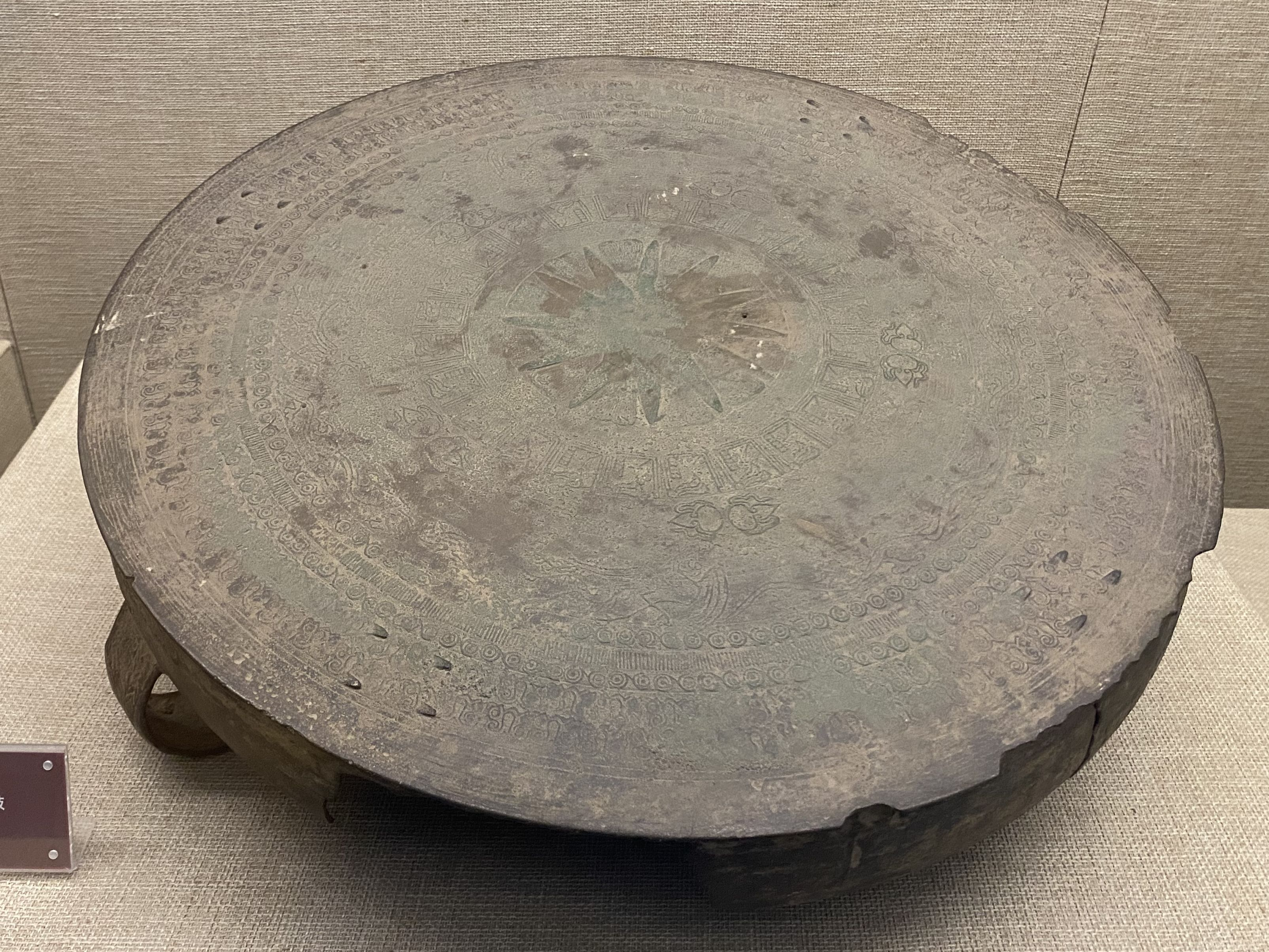
文山州博物馆木们铜鼓，为唐代遵义型
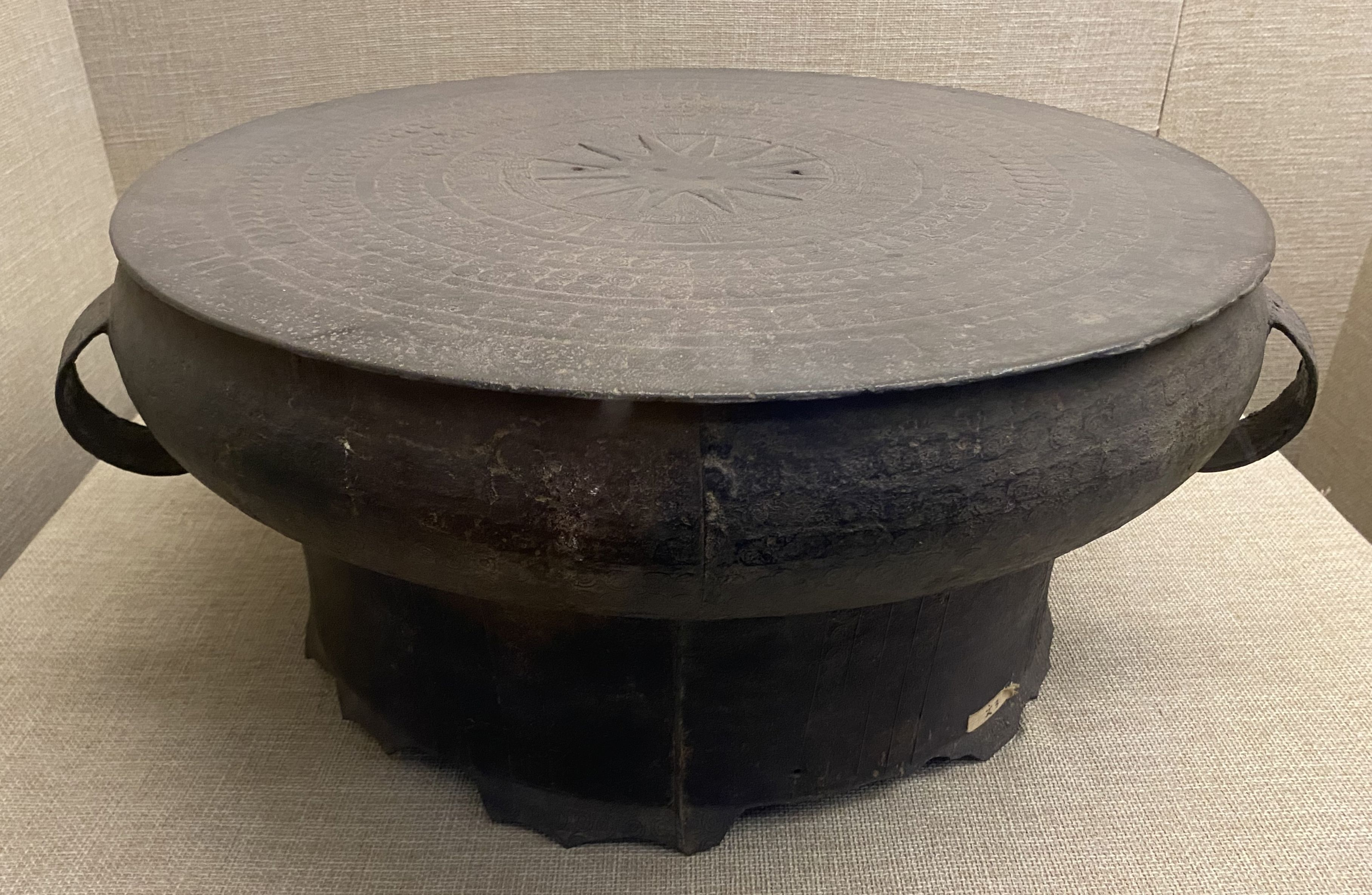
文山州博物馆瑶山铜鼓，为唐代遵义型
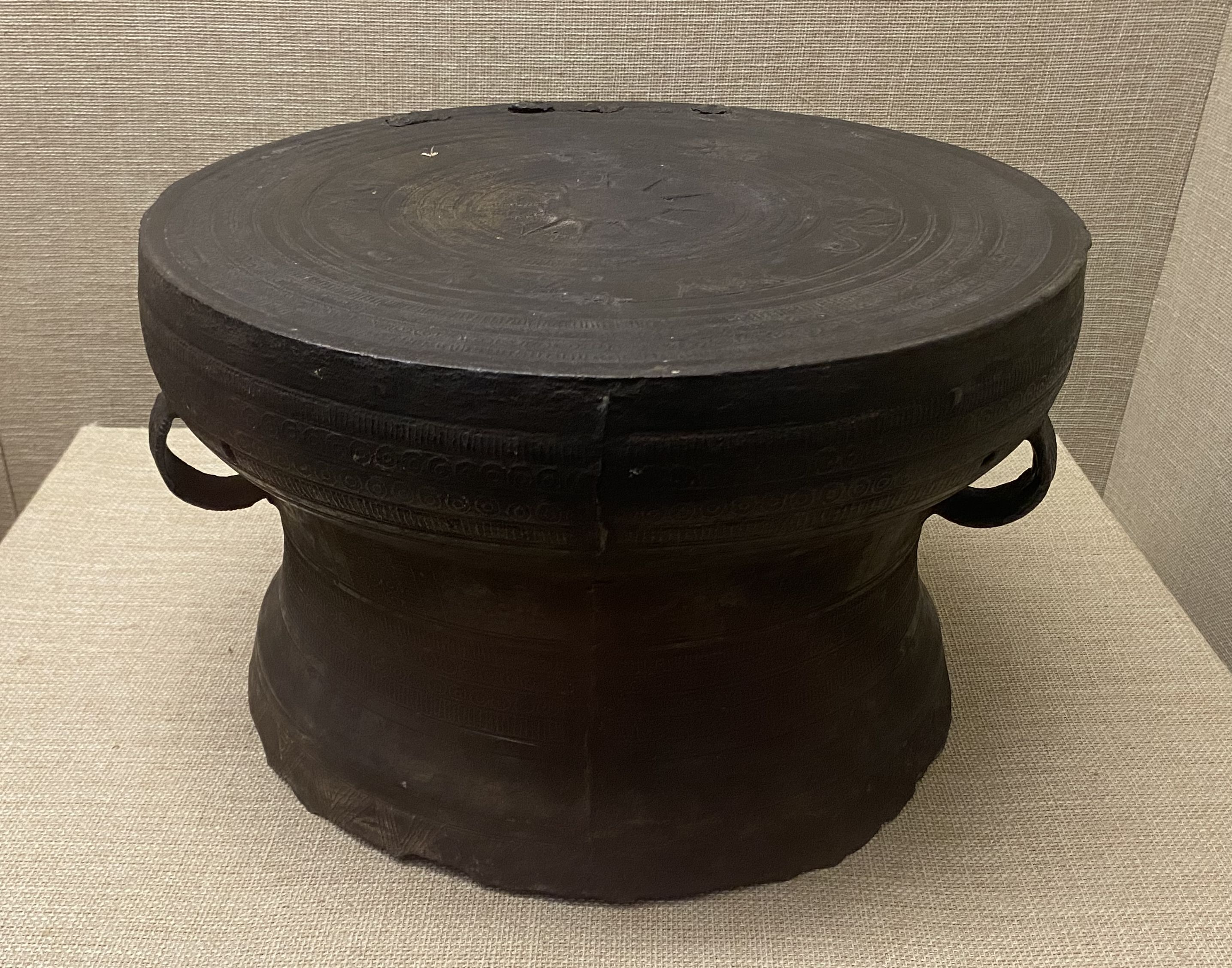
文山州博物馆西馆1号铜鼓，为唐代遵义型